# Brit Awards de 2023
O Brit Awards de 2023 foi realizado em 11 de fevereiro de 2023, na The O2 Arena, em Londres, Inglaterra. Esta foi a 43.ª edição da premiação anual da British Phonographic Industry em reconhecimento à música britânica e internacional. O comediante Mo Gilligan, que apresentou a edição anterior, retornou como anfitrião.

## Performances
Em 12 de janeiro, Wet Leg, Sam Smith e Kim Petras foram confirmados como artistas a se apresentarem. Em 17 de janeiro, Harry Styles se juntou ao grupo, com Cat Burns sendo confirmada em 20 de janeiro. Lizzo, David Guetta, Becky Hill e Ella Henderson juntaram-se ao grupo no dia 23 de janeiro.
| Artista                                          | Canção | Apresentado por                 |
| Pré-show                                         | Pré-show | Pré-show                        |
| ------------------------------------------------ | --- | ------------------------------- |
| Bad Boy Chiller Crew                             | "Don't You Worry About Me" | Maya Jama Roman Kemp Clara Amfo |
| Premiação                                        | |                                 |
| Harry Styles                                     | "As It Was" | Mo Gilligan                     |
| Wet Leg                                          | "Chaise Longue" | Mo Gilligan                     |
| Lewis Capaldi House Gospel Choir                 | "Forget Me" | Mo Gilligan                     |
| Lizzo                                            | "Special" "2 Be Loved (Am I Ready)" "About Damn Time" | Mo Gilligan                     |
| Stormzy                                          | "Hide & Seek" "I Got My Smile Back" | Mo Gilligan                     |
| Cat Burns                                        | "Go" | Mo Gilligan                     |
| Sam Smith Kim Petras                             | "Unholy" | Mo Gilligan                     |
| Adele                                            | "I Drink Wine" | Mo Gilligan                     |
| David Guetta Becky Hill Ella Henderson Sam Ryder | "Remember" (David Guetta e Becky Hill) "Crazy What Love Can Do" (David Guetta, Becky Hill e Ella Henderson) "I'm Good (Blue)" (David Guetta e Sam Ryder) | Mo Gilligan                     |

Notas
1. ↑  Mo Gilligan erroneamente anunciou Lewis Capaldi como Sam Capaldi.
2. ↑  Devido a questões de produção relativas à construção do cenário para a apresentação de Sam Smith, foi exibida a apresentação de Adele cantando sua canção "I Drink Wine" na cerimônia do ano passado.

## Vencedores e indicados
O período de elegibilidade para o Brit Awards de 2023 foi de 10 de dezembro de 2021 a 9 de dezembro de 2022. Os indicados para Estrela em Ascensão foram anunciados em 29 de novembro de 2022, e o vencedor foi anunciado em 8 de dezembro de 2022. Os indicados para as outras categorias foram anunciados em 12 de janeiro de 2023, durante um especial de televisão, The Brits Are Coming, apresentado por Jack Saunders e Vick Hope. A votação pública no TikTok para as quatro categorias de gênero foi aberta em 19 de janeiro de 2023 e encerrada em 2 de fevereiro. O cantor britânico Sam Ryder, tornou-se o primeiro artista do Eurovision a ser indicado para Melhor Artista Revelação e o grupo feminino de K-pop Blackpink, tornou-se o primeiro grupo feminino de K-pop a ser indicado para Grupo Internacional.
Os vencedores estão listados em primeiro e destacados em negrito.
| Álbum Britânico do Ano (apresentado por Stanley Tucci) | Artista Britânico do Ano (apresentado por Camille Razat e Lucien Laviscount) |
| --- | --- |
| - Harry Styles – Harry's House - Fred Again – Actual Life 3 (January 1 – September 9 2022) - Wet Leg – Wet Leg - The 1975 – Being Funny in a Foreign Language - Stormzy – This Is What I Mean | - Harry Styles - George Ezra - Central Cee - Stormzy - Fred Again |
| Grupo Britânico do Ano (apresentado por Chloe Kelly e Leigh-Anne Pinnock) | Canção Britânica do Ano (apresentado por Shania Twain) |
| - Wet Leg - Nova Twins - Arctic Monkeys - Bad Boy Chiller Crew - The 1975 | - Harry Styles – "As It Was" - Sam Smith e Kim Petras – "Unholy" - LF System – "Afraid to Feel" - George Ezra – "Green Green Grass" - Lewis Capaldi – "Forget Me" - Cat Burns – "Go" - Ed Sheeran e Elton John – "Merry Christmas" - Eliza Rose e Interplanetary Criminal – "B.O.T.A. (Baddest of Them All)" - Dave – "Starlight" - Aitch e Ashanti – "Baby"          |
| Melhor Artista de Pop / R&B (apresentado por Salma Hayek) | Melhor Artista de Dance (apresentado por Alex Scott e Emily Atack) |
| - Harry Styles - Sam Smith - Charli XCX - Cat Burns - Dua Lipa | - Becky Hill - Fred Again - Calvin Harris - Bonobo - Eliza Rose |
| Artista Revelação (apresentado por Ellie Goulding e Tom Grennan) | Melhor Artista de Rock / Alternativo (apresentado por Selin Hizli e Daisy May Cooper) |
| - Wet Leg - Sam Ryder - Kojey Radical - Rina Sawayama - Mimi Webb | - The 1975 - Wet Leg - Arctic Monkeys - Tom Grennan - Nova Twins |
| Melhor Artista de Hip Hop / Grime / Rap (apresentado por Declan Rice e Jodie Turner-Smith) | Artista Internacional do Ano (apresentado por Rhys Connah e Georgia May Jagger) |
| - Aitch - Stormzy - Central Cee - Dave - Loyle Carner | - Beyoncé - Lizzo - Burna Boy - Kendrick Lamar - Taylor Swift |
| Grupo Internacional do Ano (apresentado por Clara Amfo, Roman Kemp e Maya Jama) | Canção Internacional do Ano (apresentado por Chloe Kelly e Leigh-Anne Pinnock) |
| - Fontaines D.C. - Blackpink - Drake e 21 Savage - Gabriels - First Aid Kit | - Beyoncé – "Break My Soul" - Taylor Swift – "Anti-Hero" - Lost Frequencies e Calum Scott – "Where Are You Now" - OneRepublic – "I Ain't Worried" - David Guetta e Bebe Rexha – "I'm Good (Blue)" - Jack Harlow – "First Class" - Elenco de Encanto – "We Don't Talk About Bruno" - Fireboy DML e Ed Sheeran – "Peru" - Gayle – "ABCDEFU" - Lizzo – "About Damn Time" |
| Estrela em Ascensão (apresentado por Jessie J no pré-show) | Compositor do Ano (apresentado por Clara Amfo no pré-show) |
| - Flo - Cat Burns - Nia Archives | Kid Harpoon |
| Produtor do Ano (apresentado por Fatboy Slim) | |
| David Guetta | |